# Samwieł Gasparow
Samwieł Władimirowicz Gasparow (ros. Самвел Владимирович Гаспа́ров; ur. 1938 w Tbilisi, zm. 26 maja 2020 w Moskwie) – gruziński i radziecki reżyser filmowy.
Ukończył WGIK. Realizuje przygodowe filmy rewolucyjno-historyczne.
Zmarł jako jedna z ofiar epidemii COVID-19.

## Wybrana filmografia
- 1980: Zboże, złoto, nagan
- 1981: Ten szósty